# Paweł Szaniawski
Paweł Szaniawski (Nowa Ruda, 24 maart 1981) is een Pools voormalig wielrenner.

## Belangrijkste overwinningen
2001
4e etappe Ronde van Mazovië
2003
Memoriał Andrzeja Trochanowskiego
2005
3e etappe Szlakiem Grodów Piastowskich
2006
4e etappe Bałtyk-Karkonosze Tour
2008
Proloog Energa Tour